# Eisenacher Motorenwerk

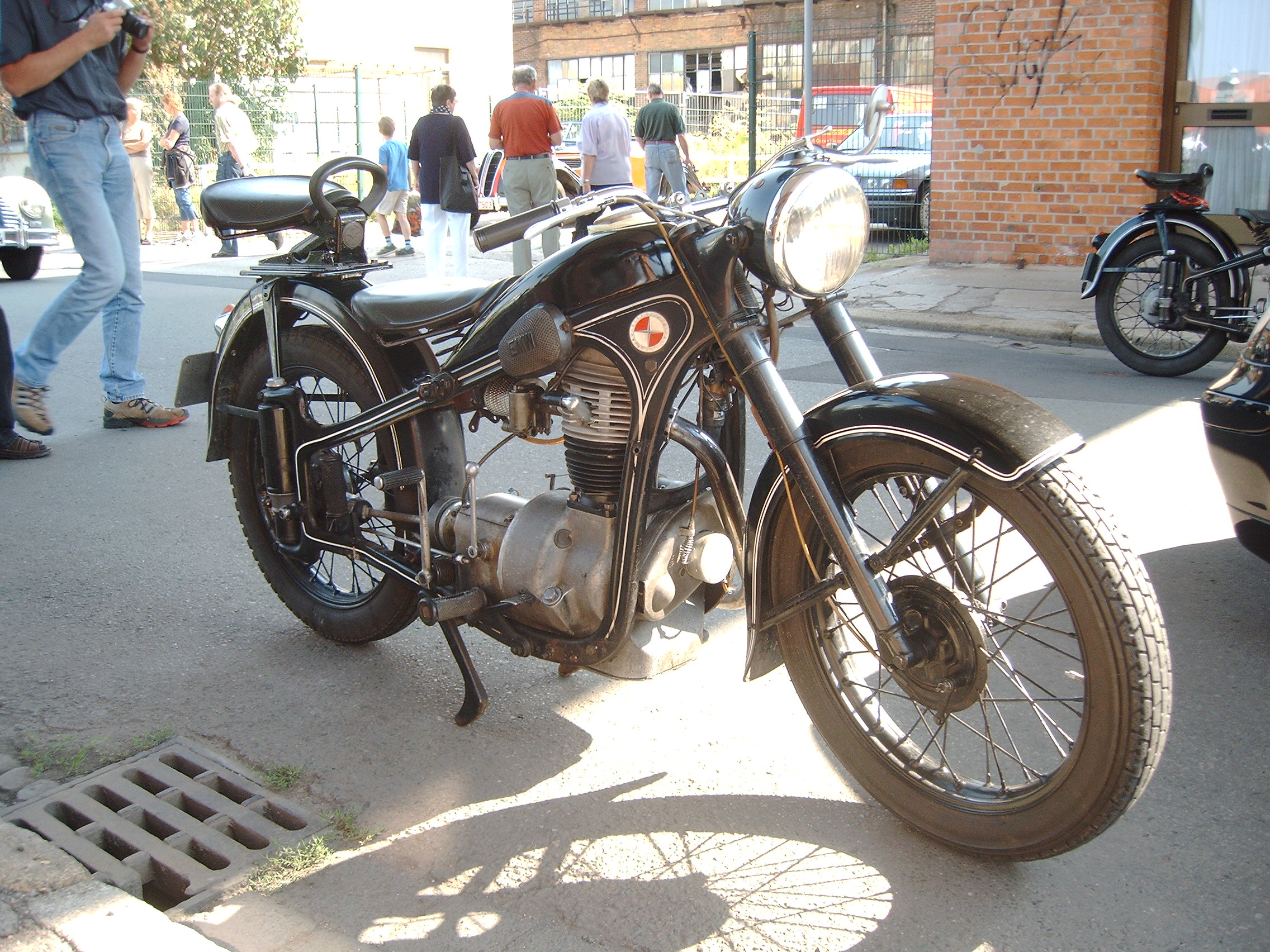
Motocileta fabricada pela EMW

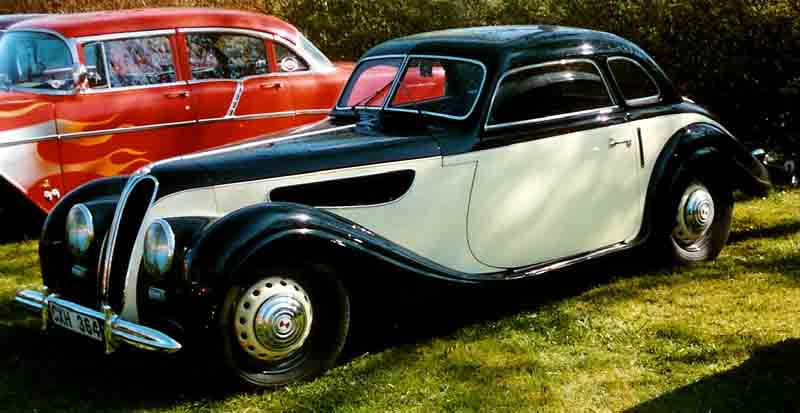
Aumomóvel fabricado pela EMW

Eisenacher Motorenwerk (EMW) foi uma fabricante alemã de automóveis e motocicletas. Em 1953 a EMW entrou como um construtor na Fórmula 1, mas participou de apenas uma corrida, o Grande Prêmio da Alemanha.